# ناحیه دالسون، شهرستان کلارک، ایلینوی
ناحیه دالسون، شهرستان کلارک، ایلینوی (به انگلیسی: Dolson Township) یک منطقهٔ مسکونی در ایالات متحده آمریکا است که در شهرستان کلارک، ایلینوی واقع شده‌است. ناحیه دالسون ۳۵۳ نفر جمعیت دارد و ۲۰۳ متر بالاتر از سطح دریا واقع شده‌است.